# Gaetano De Marzo
Gaetano De Marzo (Bari, 8 dicembre 1903 – ...) è stato un calciatore italiano, di ruolo centrocampista.
Fu tra i vari giocatori che segnarono la continuità fra il "vecchio" Liberty ed il nuovo Bari.

## Caratteristiche tecniche
Giocò nel ruolo di centrocampista centrale.

## Carriera
Iniziò con il Liberty di Bari la sua carriera ufficiale in Prima Divisione, nel 1921 (coincidente con l'inizio della disputa dei campionati ufficiali italiani, da parte del club bianco-blu) e permase nella stessa formazione fino al febbraio 1928, quando la stessa società si fuse con l'Ideale Bari, a formare la nuova U.S. Bari (non scese mai in campo nella stagione 1925-1926).
Con il Bari disputò 18 incontri in Serie B, fra il 1929 e il 1931 ed uno in Serie A, nella stagione 1932-1933.
Stando ai dati finora pervenuti, in carriera ha disputato complessivamente 39 gare di massimo livello calcistico (fra Serie A e Prima Divisione dal 1921 al 1925) e 36 di secondo livello (fra Serie B e Prima Divisione dal 1926 al 1928).